# Domino

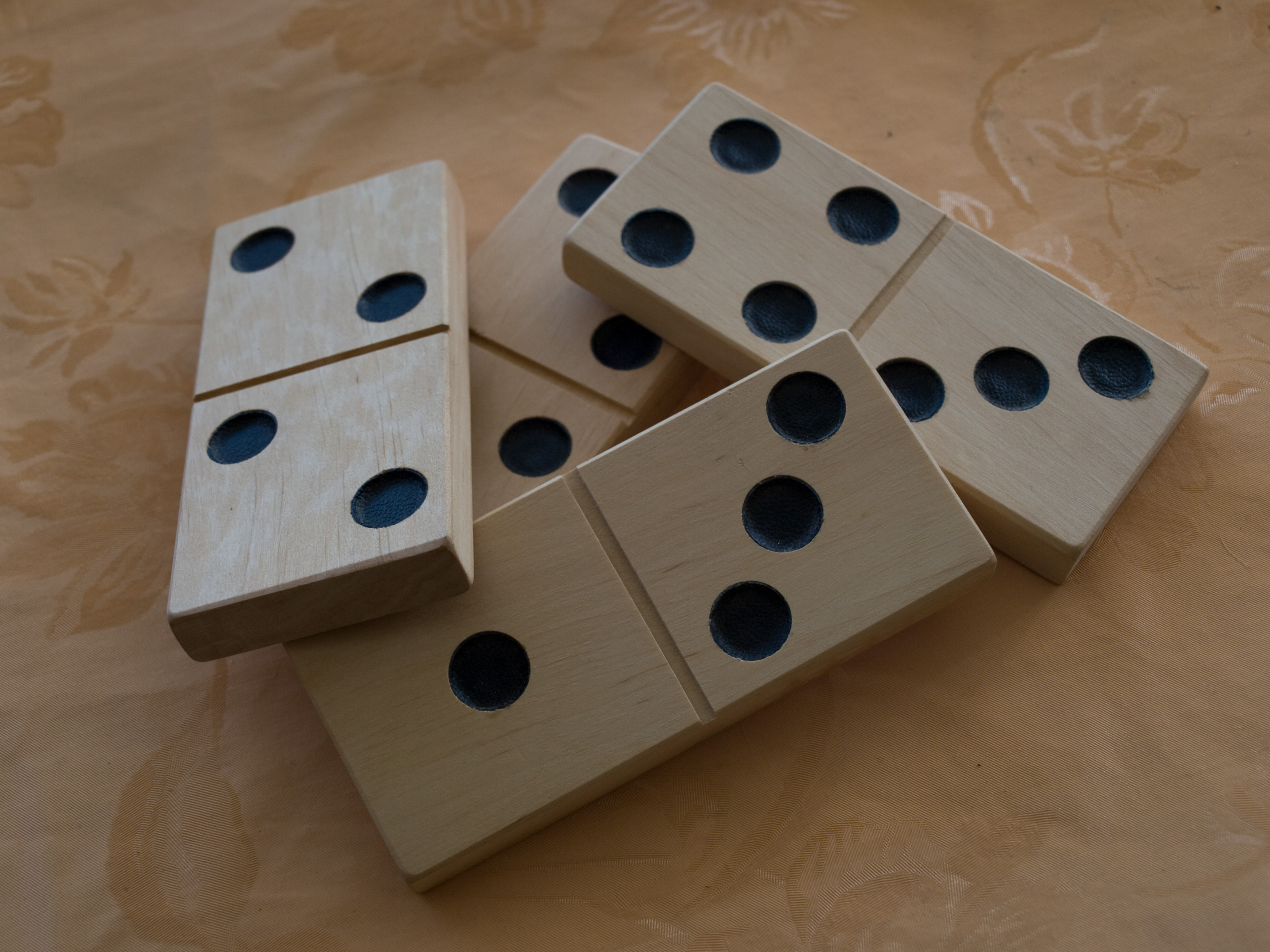
Dřevěné dominové kameny

Domino představuje celou rodinu her, které mají společný herní materiál - sadu dominových kamenů. Dominové kameny (kostky) mají na sobě kombinaci dvou čísel nebo jiných symbolů a jsou vzdálenými příbuznými karet (vznikly z čínských dominových karet).

## Historie
Hra vznikla pravděpodobně v Asii. V Číně se nazývala keat pai, ngapai, chiupai či timpai, v Koreji ho hpai či koi hpai a z Laosu je známa jako tau-tem. Do Evropy ji zřejmě dovezl Marco Polo na konci 13. století a odtud se rozšířila do celého světa.

## Evropské domino

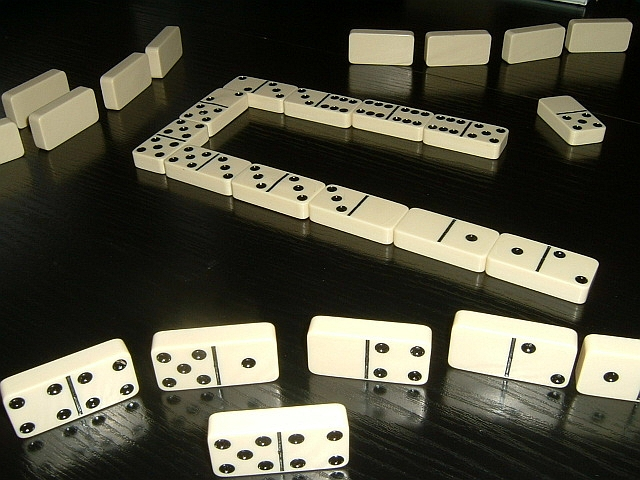
Rozehraná hra

Je to sada obdélníkových kamenů (kostek), rozdělených na poloviny a označených v každé polovině určitým počtem bodů, podobně jako na hrací kostce. Každá dvojice čísel se vyskytuje právě jednou. Klasické domino obsahuje čísla od 0 do 6, takže celkový počet kostek je 28 ({\displaystyle \textstyle {7 \choose 2}+7}). Existují ale též varianty s čísly 0 až 9 (těch je 55), 0 až 12 (těch je 91) a 0 až 15 (těch je 136). Pro hry s tímto typem domina je typické přikládání kamenů k sobě tak, aby čísla na dotýkajících se polovinách byla stejná. Evropané původní asijské dominové kameny doplnili o kameny bez teček (prázdná pole, nuly).
Hrát mohou 2 i více hráčů, výjimečně až osm. Počet na počátku rozdaných kamenů se v jednotlivých herních variantách liší, stejně tak i způsob přikládání kamenů či určení vítězů. Mohou hrát dvojice i jednotlivci.

### Varianty evropského domina
- Tradiční domino
  - Hráči si rozdají 5-7 kamenů, zbytek zůstane v talonu. Začíná majitel nejvyšší dublety 6-6, pak po jednom kameni přikládají postupně další hráči ve směru hodinových ručiček pouze z obou stran položené řady. Kdo nemá co přidat, dobere si kámen z talonu. Vyhrává ten, kdo se první zbaví všech kamenů, při zablokované hře (nikdo nemá co přiložit) vlastník co nejmenšího počtu kamenů. Prohrává hráč, kterému zbudou kameny s největším počtem bodů (tečka na kameni je bod).
- Blesk
  - Rozdá se 3-8 kamenů podle počtu hráčů (3-8), se zbytkem se nehraje. Začíná vlastník nejmenší dublety. Na koho je řada, přiloží vše naráz, co může. Vítězem je hráč bez kamenů. Počítání je stejné, jako u tradičního domina.
- Slepé domino
  - Vhodné pro 2 až 4 hráče. Rozdané kameny hráči musí nechat v řadě na stole zakryté a je-li na ně řada ve hře, smí se podívat a případně přiložit jen kámen vpravo. Nehodí-li se, přesune jej doleva a může i nemusí přibrat kámen z talonu.
- Bergen
  - Vhodné pro 2-4 hráče, rozdá se 5-6 kamenů. Začíná majitel nejmenší dublety. Každá dubleta jsou dva body. Přikládá se na obou koncích a pokud se podaří přiložit kámen stejné hodnoty, kterou má řetěz na druhém konci, získá další 2 body. Nemá-li hráč kámen, může si vzít jeden z talonu. Za uzavření hry jsou další dva body.
- Pětkové domino
- Trojkové domino
- Muggins
- Sevastopol
- Cílené domino
- Matador
  - Hra pro 2 hráče s klasickou sadou 28 kamenů. Každý hráč obdrží 9 hracích kamenů, zbytek zůstane v talonu. Pravidla přikládání: Přiložit lze jen takový kámen, jehož hodnota jednoho pole tvoří s předcházejícím kamenem, tedy kamenem, ke kterému má hráč přiložit dohromady číslo 7. Nemá-li hráč takový kámen, je možno přiložit kámen, jehož obě poloviny tvoří dohromady číslo 7. Takovéto kameny jsou ve hře 3 a mohou být libovolně přiloženy na kterýkoliv konec rozehraného obrazce. Jsou to kameny 6/1, 5/2 a 4/3 a nazýváme je "matadory". Rovněž kamene s hodnotou 0/0 lze použít jako "matadora", avšak je lépe, ponechá-li si jej hráč tak dlouho, dokud nejsou přiloženy matadory ostatní, poněvadž jím může být uzavřena kterákoliv z obou stran hry, jež má jako poslední přiložený kámen, jehož hodnota volného pole je 0. Vyhrává hráč, který se zbaví nejdříve všech svých hracích kamenů nebo ten, komu zbývají kameny s nižším součtem hodnot. Matadory: 0/0, 6/1, 5/2, 4/3.[3]
- a další[4]

## Orientální domino
Skládá se ze třiceti dvou kostek. Na první pohled je velmi podobné evropské variantě. Na každé polovině kostky je i zde určitý počet puntíků, a to jeden až šest. Kostky jsou rozděleny do dvou tzv. řad; civilní - ta je složena z jedenácti párů kostek a vojenská - složená z deseti různých kostek, které tvoří páry podle počtu bodů (s výjimkou velitelů). Hry s touto sadou jsou většinou založené na dobré paměti a počítání.

## Další dominové hry
Moderní hry, které se nechaly inspirovat klasickým dominem.
- Dingomino
- Domino dice
- Tashkent Domino
- Triominos
- Zatre